# Kanton Châtenois
Châtenois is een voormalig kanton van het departement Vogezen in Frankrijk. Het kanton maakte deel uit van het arrondissement Neufchâteau.
Het kanton werd op 22 maart 2015 opgeheven waarop de gemeente Rouvres-la-Chétive werd opgenomen in het aangrenzende kanton Neufchâteau en de overige gemeenten in het eveneens aangrenzende kanton Mirecourt.

## Gemeenten
Het kanton Châtenois omvatte de volgende gemeenten:
- Aouze
- Aroffe
- Balléville
- Châtenois (hoofdplaats)
- Courcelles-sous-Châtenois
- Darney-aux-Chênes
- Dolaincourt
- Dommartin-sur-Vraine
- Gironcourt-sur-Vraine
- Houécourt
- Longchamp-sous-Châtenois
- Maconcourt
- Morelmaison
- La Neuveville-sous-Châtenois
- Ollainville
- Pleuvezain
- Rainville
- Removille
- Rouvres-la-Chétive
- Saint-Paul
- Sandaucourt
- Soncourt
- Vicherey
- Viocourt
- Vouxey